# Mulberry (Karolina Południowa)
Mulberry – jednostka osadnicza w Stanach Zjednoczonych, w stanie Karolina Południowa, w hrabstwie Sumter.